# 伊朗—朝鲜关系

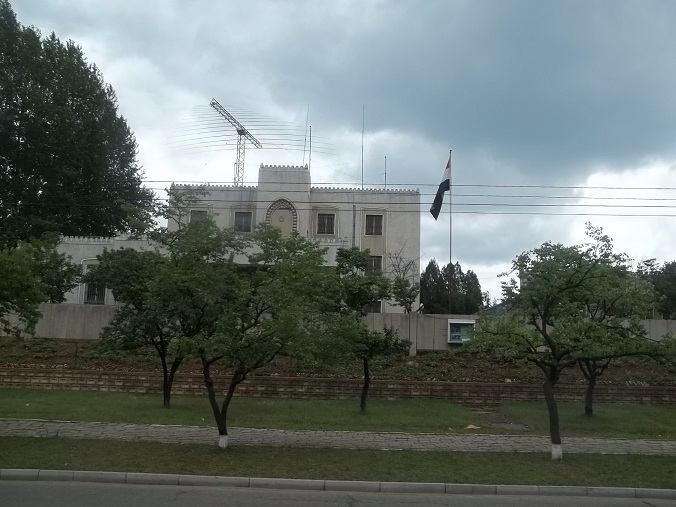
伊朗驻朝鲜大使馆

伊朗-朝鮮關係（波斯語：‎） 指的是伊朗伊斯兰共和国与朝鲜民主主义人民共和国之间的双边关系外交关系。两国自1973年4月15日建交。在伊朗伊斯兰革命之后，两国关系大幅度提升。伊朗与朝鲜在教育、科学和文化领域开展合作。有媒体报道指出，两国加强了核技术之间的交流， 虽然美国政府的官方出版物和学术研究对此有争议。美国一直非常关注朝鲜与伊朗的军火交易，这些始于20世纪80年代。朝鲜和伊朗均被美国前总统乔治·布什称为「邪恶轴心」。美国认为两国均支持恐怖主义。尽管如此，伊朗还是世界上少数同时与朝鲜和韩国都有着良好关系的国家之一。